# Vivès
Vivès település Franciaországban, Pyrénées-Orientales megyében. Lakosainak száma 182 fő (2022. január 1.). Vivès Llauro, Passa, Saint-Jean-Pla-de-Corts, Céret és Oms községekkel határos.

## Népesség
A település népessége az elmúlt években az alábbi módon változott:
| Lakosok száma | 174  | 174  | 179  | 176  | 177  | 175  | 173  | 173  | 182  |
|               | 2013 | 2015 | 2016 | 2017 | 2018 | 2019 | 2020 | 2021 | 2022 |